# Babyshambles
Babyshambles (engl. aus baby, klein/Baby und shambles, Schlachtbank oder auch Chaos, und nicht wie irrtümlicherweise oft angenommen aus to shamble, wanken, watscheln) ist die zweite Band von Peter Doherty, dem Sänger und Gitarristen der englischen Indie-Rock-Band The Libertines.

## Bandgeschichte
Pete Doherty gründete die Band im August 2004 als Gegengruppe zu den Libertines, als die anderen Mitglieder ihn wegen seiner anhaltenden Drogenprobleme zeitweilig aus der Band geworfen hatten. Seinen ursprünglichen Plan, die Band ebenfalls The Libertines zu nennen, musste Doherty wegen rechtlicher Probleme aufgeben. Das Nebenprojekt Babyshambles existierte jedoch schon 2003 und so kam es schon im Mai 2004 zur Veröffentlichung der ersten Single (Babyshambles), noch bevor das zweite Studioalbum der Libertines am 30. August erschien.
Neben Doherty sind Schlagzeuger Danny Goffey (seit 2010 für Adam Ficek), Gitarrist Mick Whitnall und Bassist Drew McConnell Mitglieder der Babyshambles. Ficek, geboren in Bletchley, kam 2005 zur Band und ersetzte Gemma Clarke, die im Januar 2005 Babyshambles verlassen hatte. Früher spielte er bei der Band The White Sport und veröffentlichte als DJ unter dem Pseudonym „Mains Ignition“ Remixe, unter anderem auch ein Album. Drew McConnell stammt aus Dublin und spielte zuvor bei der Band Elviss und ist aktuell noch zusätzlich bei einer Band namens The Phoenix Drive.
Im September und Oktober 2004 tourte die Band durch Clubs in Großbritannien. Alle Auftritte waren schnell ausverkauft. Im Dezember 2004 erreichte die zweite Single der Band – Killamangiro – Platz 8 der britischen Charts.
Abgesehen von den Singles haben Babyshambles bisher ihre Werke zum größten Teil im Internet veröffentlicht. Seit Februar 2005 war die Band im Studio damit beschäftigt, Songs für das erste Album Down in Albion aufzunehmen, das in Großbritannien am 14. November 2005 veröffentlicht wurde. Am 28. November wurde die Singleauskopplung Albion veröffentlicht, die wie Killamangiro auf Platz 8 der britischen Charts vorstieß. Die bereits im August erschienene Single mit dem Song Fuck Forever, der zum Abschlusssong bei den meisten Babyshambles-Auftritten avancierte, erreichte gar Platz 4 in den britischen Singlecharts.
Nachdem bereits vereinzelte Gigs auf der britischen Insel kurzfristig abgesagt worden waren, kam es Anfang November 2005 zur Absage der geplanten Europa-Tournee bis auf ein einziges Konzert in Graz (Österreich), Gerüchten zufolge wegen eines Managementwechsels der Band. Das Konzert in Graz wurde wegen Pete Dohertys Verhaftung in London ohne ihn gespielt. Um die enttäuschten österreichischen Fans zu entschädigen, wurden Anfang April 2006 kurzfristig zwei Pete-Doherty-Solokonzerte organisiert, wobei auch hier wieder das NonStop-Kino (Veranstaltungsort und Pornokino) in Graz als Veranstalter fungierte. Diese Konzerte, seine ersten auf dem europäischen Kontinent, fanden zur allgemeinen Überraschung auch tatsächlich statt. Pete Doherty präsentierte während seiner Auftritte den Film "Spew it out your soul", welchen er auf Anregung von Bettina Aichbauer, Besitzerin des NonStop-Kinos und befreundet mit Doherty, für diesen Anlass produzieren ließ. Dem nicht genug, wurde am Vortag der Rückreise Pete Dohertys nach England von Bettina Aichbauer im Wiener Flex noch ein spontanes Konzert organisiert, bei welchem der Babyshambles-Frontmann gegen Ende auch von dem ebenfalls in Wien gastierenden Adam Green unterstützt wurde.
Am Mittwoch, dem 10. Mai 2006, sollte seine Deutschland-Tournee im Kölner "E-Werk" beginnen. Doch auch dieses Konzert musste trotz gefülltem E-Werk abgesagt werden, weil Pete Doherty laut dem Veranstalter zwei Flüge nach Köln verpasst hatte. Am 13. Mai 2006 wurde das Konzert jedoch nachgeholt, zur Entschädigung traten die Bandmitglieder in Frauenkleidern auf.
Selbiges passierte auch 2008 am Frequency Festival am Salzburgring. Laut Veranstalter versäumte Pete Doherty zwei Flüge und daher konnten Babyshambles ihren geplanten Auftritt am Festival nicht wahrnehmen. Ersatz gab es keinen, Kaizers Orchestra und Dropkick Murphys spielten aber längere Konzerte.
Noch im Mai 2006 gab das Label Rough Trade bekannt, dass der Plattenvertrag mit den Babyshambles nach Erscheinen des Albums Down in Albion mittlerweile ausgelaufen ist. Gerüchte über eine Kündigung des Vertrages wegen Dohertys Drogenproblemen seien unwahr und Rough Trade sei an einer Verlängerung des Vertrages interessiert, sofern von Seiten der Band entsprechendes Interesse bestehe.
Anfang Juni 2006 begab sich der Frontsänger in eine Entzugsklinik nach Portugal. Die zweite Deutschlandtour, ursprünglich geplant für den Zeitraum zwischen dem 29. Oktober und dem 2. November 2006, fiel zunächst aus, angeblich weil Pete Doherty seinen Reisepass verloren hatte, und sollte vom 19. bis 22. November 2006 nachgeholt werden. Jedoch wurde auch diese Tour auf Januar 2007 verschoben. Im Dezember kündigte das Management der Band an, dass „sich Pete derzeit nicht in der Lage sieht, Konzerttermine in Deutschland zu bestätigen“ und sagte auch die Januar-Termine ab.
Knapp ein Jahr nach Erscheinen des Albums Down in Albion wurde am 4. Dezember 2006 The Blinding EP mit fünf Songs veröffentlicht.

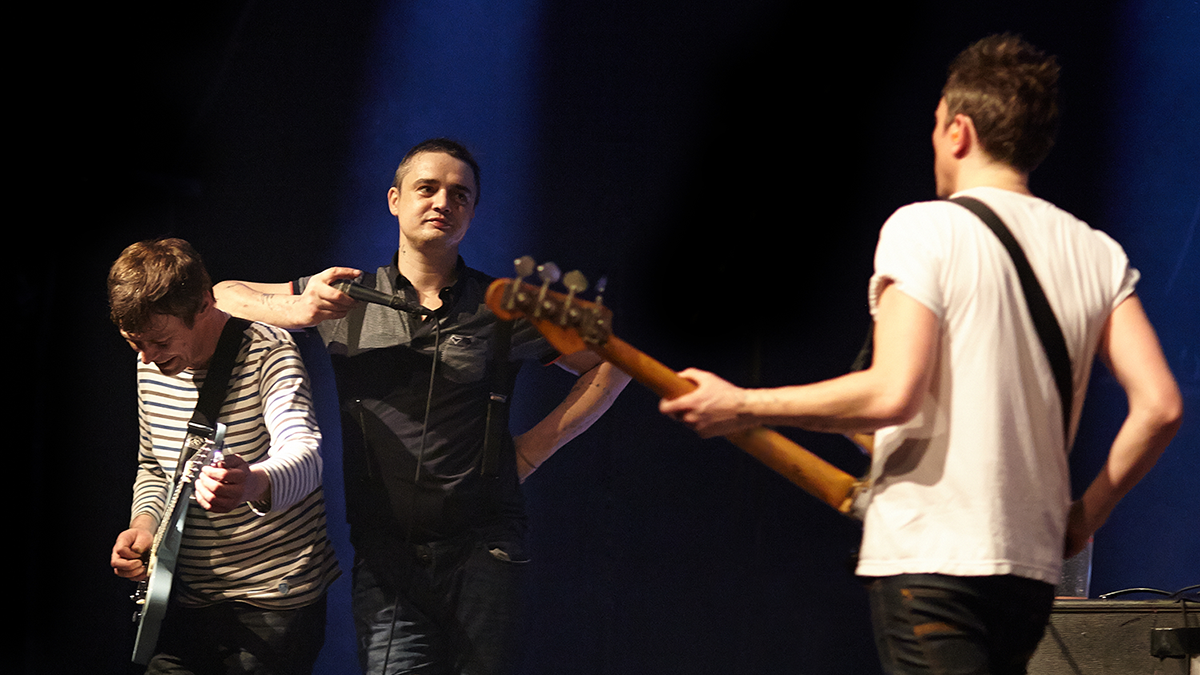
Babyshambles live im Schlachthof in Wiesbaden 2014

Das zweite Album der Babyshambles erschien am 1. Oktober 2007 unter dem Namen Shotter’s Nation. Produziert wurde das Album von Stephen Street, der unter anderem auch Viva Hate von Morrissey mitproduzierte. Daraufhin spielten Babyshambles im Januar und Februar 2008 erneut eine Europatournee. Danach wurde es um die Band zunächst wieder ruhiger. Doherty veröffentlichte im März 2009 auch mit Hilfe seiner Babyshambles-Kollegen sein Debütalbum Grace/Wastelands. Schlagzeuger Adam Ficek arbeitete ebenfalls an seiner Solokarriere (Roses Kings Castles) und veröffentlichte 2008 und 2009 ein Album und eine EP. Auch Drew McConnell unterstützt und arbeitet in mehreren Nebenprojekten.
Im Dezember 2009 wurde bekannt, dass die Band im Frühjahr des kommenden Jahres ihr drittes Album veröffentlichen wird, allerdings wurde dieses Versprechen trotz einer Reihe neuer Songs, von denen sie einige schon auf Auftritten spielten, nicht eingehalten. Anfang Juni 2010 verließ Adam Ficek die Babyshambles, um sich mehr um sein Soloprojekt kümmern zu können. Sein Nachfolger wurde Danny Goffey von der zuvor aufgelösten Band Supergrass. Das dritte Studioalbum Sequel to the Prequel erschien im September 2013. Es erhielt durchweg gute Kritiken. Der Musikexpress beschrieb es als „eine Wundertüte aus den unterschiedlichsten Stilen und Arrangements, die unter der Katalyse Dohertys erst zu diesem homogenen Popkunstwerk verschmelzen kann.“
Der ehemalige Gitarrist der Band, Peter Walden, starb im Juni 2025.

## Diskografie

### Studioalben
| Jahr | Titel                 | Höchstplatzierung, Gesamtwochen, AuszeichnungChartplatzierungen (Jahr, Titel, Platzierungen, Wochen, Auszeichnungen, Anmerkungen) | Höchstplatzierung, Gesamtwochen, AuszeichnungChartplatzierungen (Jahr, Titel, Platzierungen, Wochen, Auszeichnungen, Anmerkungen) | Höchstplatzierung, Gesamtwochen, AuszeichnungChartplatzierungen (Jahr, Titel, Platzierungen, Wochen, Auszeichnungen, Anmerkungen) | Höchstplatzierung, Gesamtwochen, AuszeichnungChartplatzierungen (Jahr, Titel, Platzierungen, Wochen, Auszeichnungen, Anmerkungen) | Anmerkungen                             |
| Jahr | Titel                 | DE | AT | CH | UK | Anmerkungen                             |
| ---- | --------------------- | --- | --- | --- | --- | --------------------------------------- |
| 2005 | Down in Albion        | DE46 (2 Wo.)DE | AT52 (3 Wo.)AT | CH93 (1 Wo.)CH | UK10 Gold · (6 Wo.)UK | Erstveröffentlichung: 14. November 2005 |
| 2007 | Shotter’s Nation      | DE18 (6 Wo.)DE | AT14 (6 Wo.)AT | CH29 (7 Wo.)CH | UK5 Gold · (6 Wo.)UK | Erstveröffentlichung: 1. Oktober 2007   |
| 2013 | Sequel to the Prequel | DE10 (3 Wo.)DE | AT8 (4 Wo.)AT | CH4 (5 Wo.)CH | UK10 (2 Wo.)UK | Erstveröffentlichung: 2. September 2013 |

### Livealben
- 2008: Oh! What a Lovely Tour

### Kompilationen
- 2006: Back to the Bus

### EPs
| Jahr | Titel           | Höchstplatzierung, Gesamtwochen, AuszeichnungChartplatzierungen (Jahr, Titel, Platzierungen, Wochen, Auszeichnungen, Anmerkungen) | Höchstplatzierung, Gesamtwochen, AuszeichnungChartplatzierungen (Jahr, Titel, Platzierungen, Wochen, Auszeichnungen, Anmerkungen) | Höchstplatzierung, Gesamtwochen, AuszeichnungChartplatzierungen (Jahr, Titel, Platzierungen, Wochen, Auszeichnungen, Anmerkungen) | Anmerkungen                            |
| Jahr | Titel           | DE | AT | UK | Anmerkungen                            |
| ---- | --------------- | --- | --- | --- | -------------------------------------- |
| 2006 | The Blinding EP | DE66 (5 Wo.)DE | AT44 (8 Wo.)AT | UK62 (2 Wo.)UK | Erstveröffentlichung: 4. Dezember 2006 |

### Singles
| Jahr | Titel Album                 | Höchstplatzierung, Gesamtwochen, AuszeichnungChartsChartplatzierungen (Jahr, Titel, Album, Platzierungen, Wochen, Auszeichnungen, Anmerkungen) | Anmerkungen                              |
| Jahr | Titel Album                 | UK | Anmerkungen                              |
| ---- | --------------------------- | --- | ---------------------------------------- |
| 2004 | Killamangiro –              | UK8 (8 Wo.)UK | Erstveröffentlichung: 29. November 2004  |
| 2005 | Fuck Forever Down in Albion | UK4 (8 Wo.)UK | Erstveröffentlichung: 15. August 2005    |
| 2005 | Albion Down in Albion       | UK8 (5 Wo.)UK | Erstveröffentlichung: 28. November 2005  |
| 2006 | Janie Jones –               | UK17 (4 Wo.)UK | Erstveröffentlichung: Oktober 2006       |
| 2007 | Delivery Shotter’s Nation   | UK6 (4 Wo.)UK | Erstveröffentlichung: 17. September 2007 |
| 2007 | You Talk Shotter’s Nation   | UK54 (1 Wo.)UK | Erstveröffentlichung: 3. Dezember 2007   |

Weitere Singles
- 2004: Babyshambles
- 2013: Nothing Comes to Nothing

### Videoalben
- 2007: Up the Shambles – Live in Manchester
- 2008: Oh! What a Lovely Tour (Live)

## Coverversionen
Babyshambles covern
- Janie Jones von The Clash (als Babyshambles & Friends, als Charity-Single für Strummerville)
- She Loves You von The Beatles (live)
- Deep Pile Dream von Ian Brown (live, meist in French Dog Blues gespielt)
- White Riot von The Clash (live in Glastonbury zu Ehren von Mick Jones 50. Geburtstag und bei einer Radiosession)
- (007) Shanty Town von Desmond Dekker (live)
- Dirty Old Town von The Pogues (live)
- I Wanna Be Adored von The Stone Roses (live)
- After Hours von The Velvet Underground (als Bonus-Song auf dem Album Sequel to the Prequel)

## Sonstiges
Modedesigner Hedi Slimane ist mit Pete Doherty befreundet und entwirft die Bühnenoutfits für Babyshambles.